# Inwazja Izraela na Syrię (od 2024)
Ten artykuł dotyczy trwającego wydarzenia. Informacje w nim zamieszczone mogą się zmienić lub zdezaktualizować wraz z postępem zdarzenia, a początkowe doniesienia mogą być niepewne. Ostatnie zmiany tego artykułu mogą nie odzwierciedlać najbardziej aktualnych informacji.
Inwazja Izraela na Syrię – kampania Sił Obronnych Izraela rozpoczęta 8 grudnia 2024 r. wkroczeniem wojsk izraelskich do strefy buforowej między okupowanymi przez nie Wzgórzami Golan a Syrią.
Jest to pierwsze od czasu wojny Jom Kipur (1973) wkroczenie armii izraelskiej na teren Syrii na taką skalę.
Trwająca od 2011 wojna domowa w Syrii doprowadziła w grudniu 2024 do zwycięstwa sił rebelianckich nad siłami rządowymi i w konsekwencji do ucieczki prezydenta Baszara al-Asada. Tego samego dnia armia syryjska opuściła swoje pozycje wzdłuż obszaru buforowego sił rozjemczych UNDOF. W związku z tymi wydarzeniami, premier Izraela Binjamin Netanjahu oświadczył, że rozpad dotychczasowych struktur państwa syryjskiego unieważnia  porozumienie graniczne z Syrią z 1974 i nakazał izraelskiej armii przejęcie kontroli nad Purpurową Linią, czyli strefą zdemilitaryzowaną, z której wojska izraelskie wycofały się w 1974.
Równolegle Izrael przeprowadził szeroko zakrojone ataki powietrzne i morskie na syryjskie cele wojskowe w całym kraju w ramach operacji „Strzała Baszanu” (hebr. ‏מבצע חֵץ הבשן‎, miwca chec ha-Baszan). Działania te doprowadziły do m.in. zniszczenia syryjskiej marynarki wojennej oraz zapasów broni chemicznej. Izrael oświadczył, że jego cele militarne to: pełna okupacja strefy UNDOF, utworzenie strefy bezpieczeństwa wolnej od ciężkiego uzbrojenia i infrastruktury wojskowej oraz zapobieżenie odnowienia szlaków przemytu broni z Iranu przez Syrię do Libanu.
Kampania Izraela w Syrii spotkała się z międzynarodowym potępieniem. Przywódca syryjskich rebeliantów, Ahmad asz-Szara, skrytykował działania Izraela, mówiąc, że Izrael nie może usprawiedliwić swoich ataków niedawnymi wydarzeniami w Syrii, która nie może sobie pozwolić na wciągnięcie w nowy konflikt.
9 stycznia 2025 r. izraelscy urzędnicy oświadczyli, że zamierzają „na dłuższą metę” zająć 15-kilometrową „strefę kontroli” i 60-kilometrową „strefę wpływów” w głąb Syrii.
Od marca 2025 roku Izrael zadeklarował poszerzenie działań o ochronę i wsparcie syryjskich Druzów w walce z siłami rządowymi i ich sojusznikami. 
21 lipca 2025 r. Izrael i Syria, przy wsparciu USA i poparciu m.in Turcji oraz Jordanii, podpisały zawieszenie broni. 

## Tło

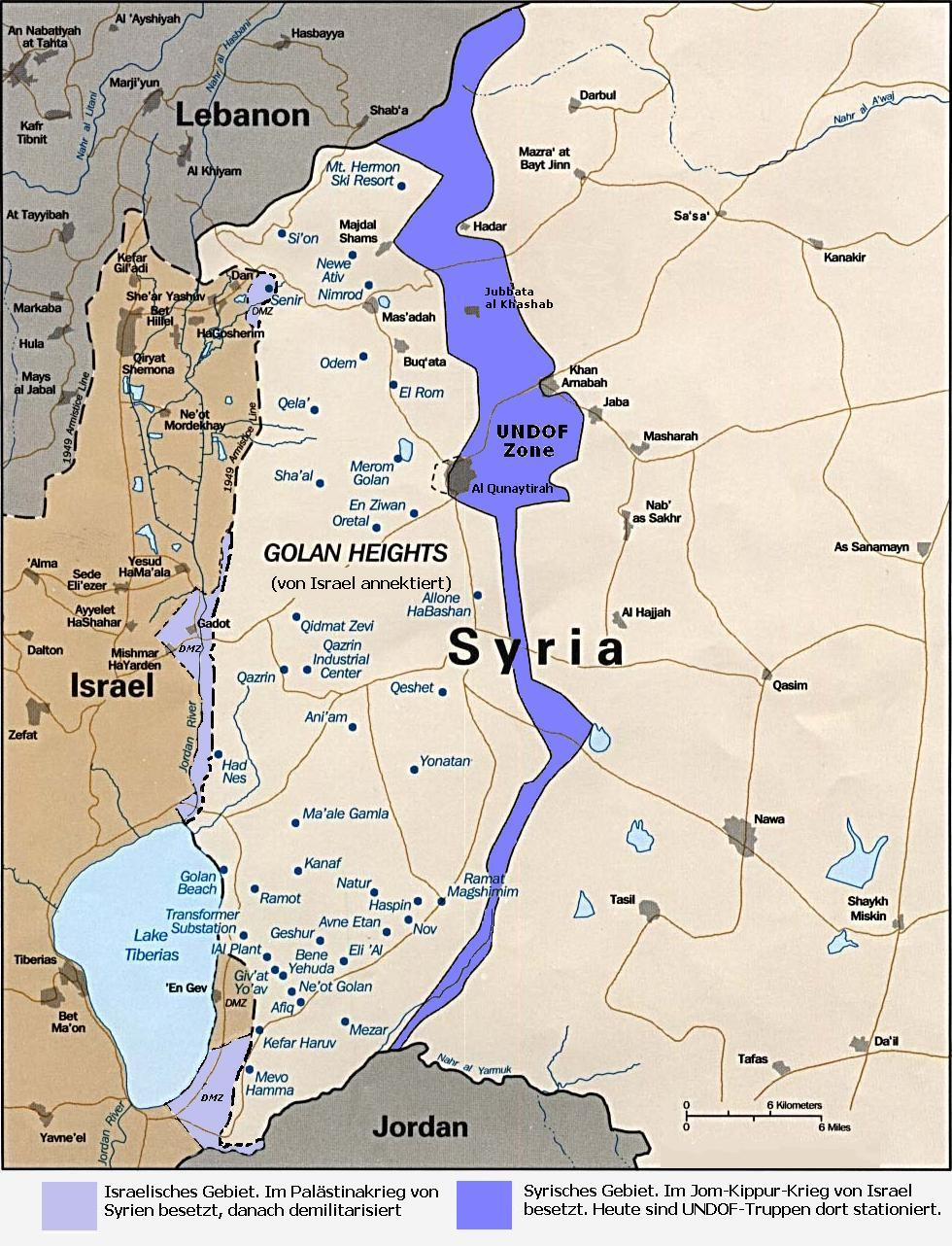
Mapa strefy UNDOF (w kolorze fioletowym)

Od czasu wojny sześciodniowej w 1967 roku Izrael okupuje większą część regionu Wzgórz Golan w Syrii. Po wojnie Jom Kipur w 1973 r. Izrael i Syria zawarły zawieszenie broni, w wyniku którego powstały siły rozjemcze – UNDOF, utrzymujące niewielką strefę buforową między tymi dwoma państwami. W 1981 roku Izrael dokonał jednostronnej aneksji tego regionu. Akt ten został potępiony przez Organizację Narodów Zjednoczonych i nie jest uznany przez żadne państwo poza Stanami Zjednoczonymi, które uznały ją w 2019 roku. Od czasu aneksji obszar ten jest systematycznie zasiedlany przez izraelskich osadników.
W listopadzie 2024 roku Organizacja Narodów Zjednoczonych oskarżyła Izrael o naruszenie porozumienia o wycofaniu z 1974 r. poprzez prowadzenie prac inżynieryjnych i rozmieszczenie czołgów w strefie zdemilitaryzowanej. Izrael odpowiedział, że „pracuje nad ustanowieniem bariery na terytorium Izraela wyłącznie w celu zapobieżenia możliwej inwazji terrorystycznej i ochrony bezpieczeństwa granic Izraela” oraz że „izraelscy urzędnicy utrzymują bliskie kontakty z urzędnikami ONZ, którzy są zaznajomieni z zagrożeniami w regionie”.

## Cele Izraela
Dzień po rozpoczęciu operacji, 9 grudnia 2024 r. minister obrony Izraela Jisra’el Kac opublikował rozkazy dotyczące działań przeciwko celom wojskowych w Syrii. Oficjalnie Siły Obronne Izraela ogłosiły cztery główne cele strategiczne do zrealizowania „w najbliższej przyszłości”:
1. Zapewnienie całkowitej kontroli nad strefą buforową i innymi pobliskimi pozycjami strategicznymi w Syrii.
2. Ustanowienie strefy bezpieczeństwa wykraczającej poza strefę buforową, skupiając się na usunięciu wszelkiego ciężkiego uzbrojenia i infrastruktury terrorystycznej, która mogłyby stanowić zagrożenie dla Izraela; a także nawiązanie kontaktów z lokalnymi społecznościami druzyjskimi.
3. Zapobiegnięcie odtworzeniu irańskich szlaków przemytu broni do Libanu przez terytorium Syrii.
4. Kontynuacja niszczenia strategicznych systemów ciężkiego uzbrojenia na terenie Syrii, w tym sieci obrony powietrznej, systemów rakietowych i instalacji obrony wybrzeża.

## Siły biorące udział w operacji
Po stronie izraelskiej w operacji zaangażowane zostały m.in. następujące formacje:
- 7 Brygada Pancerna Sa’ar me-Golan z 36 Dywizji Pancernej[14],
- 474 Brygada Terytorialna Ha-Golan z 210 Dywizji Terytorialnej Ha-Baszan[15],
- 810 Brygada Terytorialna He-Harim z 210 Dywizji Terytorialnej Ha-Baszan[15],
- 35 Brygada Spadochronowa z 98 Dywizji Spadochronowej Ha-Esz[15],
- Brygada Oz z 98 Dywizji Spadochronowej Ha-Esz[15],
- Jednostka specjalna Szaldag[16],
- Jednostka poszukiwawczo-ratunkowa (CSAR) 669[16].

W działania zaangażowane są także Siły Powietrzne Izraela oraz Korpus Morski. 

## Wydarzenia

### Ofensywa lądowa

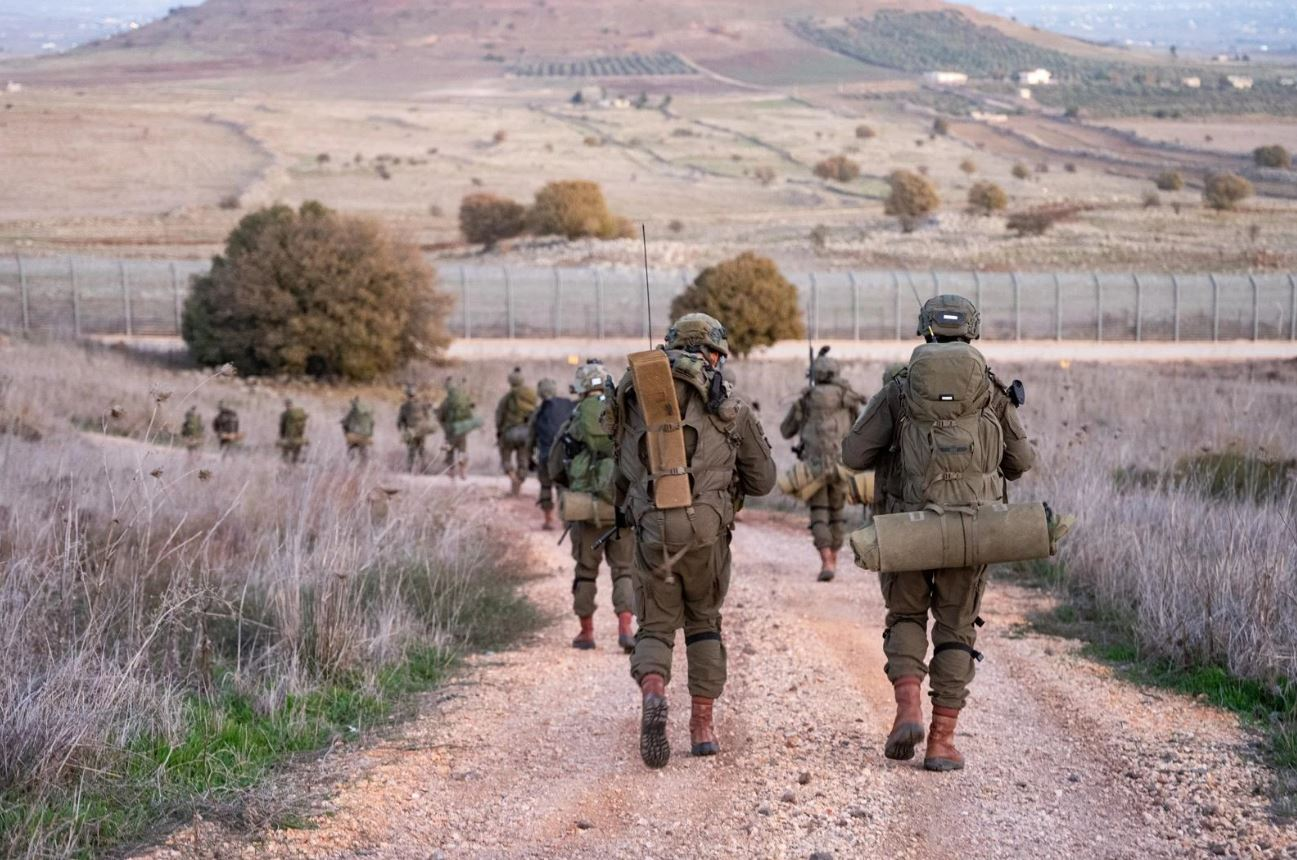
Żołnierze 35. Brygady Spadochronowej przekraczają ogrodzenie graniczne na Wzgórzach Golan, grudzień 2024.

#### 2024
Na przełomie listopada i grudnia, w odpowiedzi na postępy syryjskiej opozycji na południu kraju Izrael wzmocnił Dywizję 210 i wysłał dodatkowe wojska na Wzgórza Golan
8 grudnia 2024 izraelskie radio wojskowe podało, że izraelskie jednostki pancerne przekroczyły w godzinach porannych ustaloną linię rozgraniczenia na Wzgórzach Golan. W ciągu następnych dni siły te dotarły aż do Katany położonej 25 km od stolicy Syrii, Damaszku.
12 grudnia syryjscy mieszkańcy miejscowości Hadar, Hamidijja i Umm Batna w prowincji Kunajtira zostali wysiedleni ze swoich domów przez wkraczające wojska izraelskie.
Trzy dni później rząd Izraela oświadczył, że rozszerzy osiedla izraelskie na Wzgórzach Golan.
17 grudnia, w oświadczeniu wideo nagranym na szczycie góry Hermon, premier Netanjahu powiedział, że Siły Obronne Izraela pozostaną w Syrii „do czasu znalezienia innego rozwiązania zapewniającego bezpieczeństwo Izraelowi”.
18 grudnia informowano, że ponad 100 syryjskich rodzin zostało siłą wysiedlonych z Wzgórz Golan przez izraelskie wojsko.
20 grudnia izraelskie wojsko zajęło dwie kolejne syryjskie wioski – Dżamla i Maraba, a następnie otworzyło ogień do Syryjczyków protestujących przeciwko izraelskiej okupacji.
25 grudnia izraelskie wojsko otworzyło ogień do protestujących w syryjskich wioskach Suwejsa i Diwaja Al-Kabira w prowincji Kunajtira.
30 grudnia siły izraelskie wkroczyły do Madinat as-Salam i przeszukały lokalne biura administracyjne. 

#### 2025
9 stycznia 2025: Izrael ogłosił długoterminową okupację 15-kilometrowej „strefy kontroli” oraz 60-kilometrowej „sfery wpływów” na terytorium Syrii, deklarując strategiczne zamiary konsolidacji obecności w regionie. 
2 lutego 2025: IDF ustanowiło posterunki wojskowe i bazy w rejonie Dżubbata al-Chaszab oraz okolicznych wsiach, jednocześnie izraelscy urzędnicy wezwali do rozbudowy osadnictwa na Wzgórzach Golan. 
11 lutego 2025: Izraelskie radio wojskowe poinformowało o planach przedłużenia okupacji zajętych obszarów Syrii przez cały rok 2025, potwierdzając długofalowe zaangażowanie militarne. 
23 lutego 2025: IDF potwierdziło utworzenie dziewięciu posterunków wojskowych na terytorium Syrii, w tym dwóch na Górze Hermon oraz siedmiu w strefie buforowej, wzmacniając infrastrukturę okupacyjną. 
25 lutego 2025: Siły izraelskie przeprowadziły operacje militarne w południowej Syrii, zajmując wsie w prowincjach Damaszek, Dara i Al-Kunajtira, oraz planując rozmieszczenie zaawansowanych technologii wojskowych, ogrodzeń granicznych i punktów kontrolnych. 
2 kwietnia 2025: Izraelskie siły wkroczyły w głąb prowincji Dara, zbliżając się do miasta Nawa. Lokalni mieszkańcy podjęli próbę obrony tamy Jabiliya będącej rezewuarem wody dla okolicznych mieszkańców, w odpowiedzi na co izraelskie drony zabiły dziewięć osób, po czym siły izraelskie wycofały się. 
10 kwietnia 2025: Izraelscy żołnierze otworzyli ogień do syryjskich pasterzy, zabijając około 100 owiec, oraz uniemożliwili Syryjczykom dostęp do pól uprawnych i tamy Al-Mantra w prowincji Al-Kunajtira, wywołując napięcia z ludnością cywilną. 

9 maja 2025: Siedmiu dziennikarzy BBC Arabic, w tym Feras Kilani, zostało zatrzymanych przez izraelskie siły w rejonie Quneitra. Dziennikarze byli przetrzymywani przez siedem godzin, przesłuchiwani, poddani rewizji osobistej, a ich materiały na urządzeniach elektronicznych zostały usunięte. 

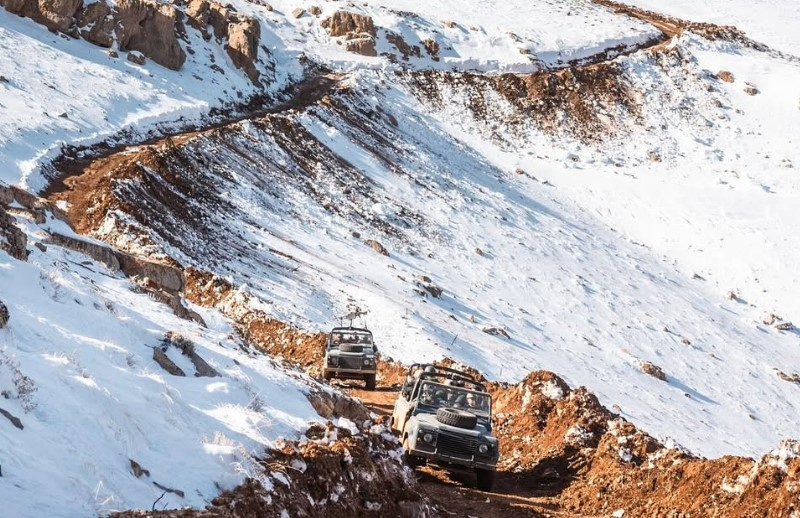
Żołnierze z jednostki Szaldag po syryjskiej stronie góry Hermon, grudzień 2024.

### Ataki powietrzne

#### 2024
8 grudnia 2024 izraelskie siły powietrzne rozpoczęły operacje lotnicze przeciwko składom broni, aby zapobiec ich przejęciu przez siły opozycji. Izraelscy urzędnicy twierdzili, że wśród celów znajdowały się zapasy broni chemicznej, głównie gazu musztardowego i gazu VX, systemy przeciwlotnicze i zapasy pocisków Scud. Została zbombardowana również infrastruktura syryjskiego wywiadu i służb celnych, w tym ich siedziby w Damaszku oraz baza lotnicza w Al-Mazza.
Wczesnym rankiem 9 grudnia 2024 r. Izrael przeprowadził szereg ataków lotniczych w prowincjach Dara i Suwajda w południowej Syrii. Zgłoszono m.in. sześć nalotów na bazę lotniczą na północ od Suwajdy. Wieczorem izraelskie siły powietrzne i marynarka wojenna zaatakowały jednostki morskie w Latakii, domniemane centrum produkcji broni chemicznej w Barzy oraz lotnisko Kamiszli w północnej Syrii. W wyniku tych już około 200 ataków powietrznych, w tym nalotów na Damaszek, Darę, Latakię i Hamę, w pierwszej fazie zniszczono dziesiątki samolotów myśliwskich i śmigłowców, a w drugiej całą syryjską flotę morską.
10 grudnia Siły Obronne Izraela ogłosiły, że ich lotnictwo i marynarka wojenna przeprowadziły ponad 480 ataków w Syrii w ciągu 48 godzin, z czego 350 było wymierzonych w lotniska, baterie przeciwlotnicze, rakiety, myśliwce, czołgi i zakłady produkcji broni, niszcząc od 70% do 80% broni strategicznej Syrii oraz 15 okrętów wojennych.
W nocy 16 grudnia Izrael zaatakował systemy radarowe i obronę przeciwlotniczą w Tartusie i Damaszku.
Łącznie w ciągu pierwszego tygodnia kampanii Izrael wykonał około 600 nalotów i jest to najintensywniejsza operacja powietrzna przeprowadzona w historii tego kraju.

#### 2025
15 stycznia 2025: Izraelskie Siły Powietrzne (IAF) zaatakowały konwój pojazdów Hajat Tahrir asz-Szam w prowincji Al-Kunajtira, zabijając dwóch członków HTS oraz burmistrza lokalnej wsi. Był to pierwszy atak na HTS od upadku reżimu Asada.
25 lutego 2025: Izrael przeprowadził naloty na Damaszek i południową Syrię po upłynięciu jego ultimatum dotyczącym demilitaryzacji prowincji na południe od Damaszku, zabijając co najmniej dwie osoby na południowy zachód od stolicy.
13 marca 2025: IDF zaatakowało dom lidera Palestyńskiego Islamskiego Dżihadu, Ziyada al-Nakhalaha, w Dummar, uznany za kwaterę główną PIJ. W ataku zginęła jedna osoba, mimo że sam dom był pusty.
21 marca 2025: IDF zaatakowało cele wojskowe w Palmyrze i na bazie lotniczej Tijas w prowincji Homs, raniąc co najmniej dwóch syryjskich funkcjonariuszy służb bezpieczeństwa.
2 kwietnia 2025: Izrael przeprowadził 11 nalotów na Damaszek i Hamę, intensyfikując działania militarne w Syrii.

#### Interwencja w konflikt druzyjsko-sunnicki
Wraz z nastaniem konfliktów syryjskich Druzów z siłami nowego rządu Abu Muhammada al-Dżaulaniego władze Izraela w marcu 2025 roku poprosiły Siły Obronne Izraela o monitorowanie starć obu stron i przygotowanie się na ochronę społeczności durzyjskiej w mieście Dżaramana. Premier Binjamin Netanjahu i minister obrony Jisrael Kac zapowiedzieli, że wszelkie ataki sił rządowych na Druzów spotkają się z izraelską odpowiedzią.
Na początku marca Izrael przeprowadził ataki na składy broni, które wg danych wywiadowczych miały być użyte przez siły rządowe do ataku na Druzów. Siły Powietrzne Izraela w ramach demonstracji siły wykonały przeloty nad siłami al-Dżulaniego kierującymi się do rejonów zamieszkiwanych przez Druzów.
2 maja 2025 izraelskie lotnictwo przeprowadziło naloty w pobliżu pałacu prezydenckiego w Damaszku, wzywając prorządowe bojówki do zaprzestania działań zaczepnych przeciwko Druzom. Z kolei w nocy z 2 na 3 maja zbombardowano stanowiska syryjskiej obrony przeciwlotniczej oraz systemy pocisków ziemia-powietrze, a także lotnisko w Damaszku. Wg zapowiedzi rzecznika prasowego Cahalu wojsko zostało postawione w stan gotowości, aby uniemożliwić syrysjkim siłom prorzadowym wkroczenie na obszary zamieszkane przez Druzów.
13 maja rozpoczeły się starcia sił rządowych i Beduinów z Druzami pod As-Suwajdą. Izraelczycy w odpowiedzi zbombardowali kolumnę czołgów oraz wojska syrysjkie, uznając ich obecność w regionie za zagrożenie dla Druzów oraz granicy izraelsko-syryjskiej.
16 maja doszło do rozruchów na granicy izraelsko-syryjskiej. Izraelscy Druzowie starli się ze Strażą Graniczną Izraela podczas próby przekroczenia granicy, około 1000 z nich z nich udało się przejśc na stronę syryjską. W tym samym czasie syrysjcy Druzowi próbowali się przedostać na stronę izraelską. Duchowy przywódca izraelskich Durzów Muwafak Tarif wezwał rząd Izraela do operacji wojskowej na rzecz ochrony syryjskich Druzów. Tego samego dnia Siły Powietrzne Izraela przeprowadziły atak na syryjskie wojsko oblegające od czterech dni As-Suwajdę, a także na budynek sztabu generalnego i inne cele wojskowe w Damaszku. 16 maja ogłoszono zawieszenie ognia i na jego mocy, na następny dzień, siły rządowe całkowicie wycofały się spod miasta, a al-Dżulani zapowiedział, że pozostawi kwestie bezpieczeństwa w południowej części Syrii w rękach Druzów, aby uniknąć wojny. W starciach w rejonie miasta miało zginąć 350 ludzi. Jednak 18 maja doszło do wznowienia walk pomiędzy Beduinami i Druzami. Tego samego dnia Ministerstwo Spraw Zagranicznych Izraela zapowiedziało udzielenie pomocy humanitarnej Druzom w wysokości 2 mln szekli, jedzenie i leków.
20 lipca prezydent Syrii ogłosił zawieszenie ognia pomiędzy Druzami i Beduinami w Suwajdzie oraz rozmieszczenie w regionie sił rządowych, których celem będzie nadzór nad wycofaniem się sił beduińskich z miasta i całej muhafazy.